# Vaux-sur-Eure
Vaux-sur-Eure är en kommun i departementet Eure i regionen Normandie i norra Frankrike. Kommunen ligger i kantonen Pacy-sur-Eure som tillhör arrondissementet Évreux. År 2022 hade Vaux-sur-Eure 271 invånare.

## Befolkningsutveckling
Antalet invånare i kommunen Vaux-sur-Eure
Referens:INSEE